# Bodensee-Königssee-Radweg

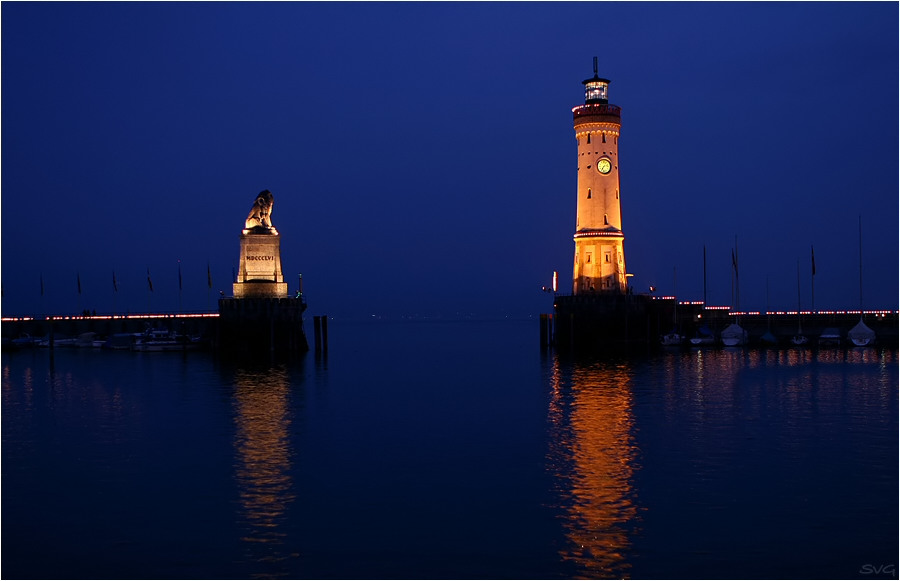
Lindau am Bodensee

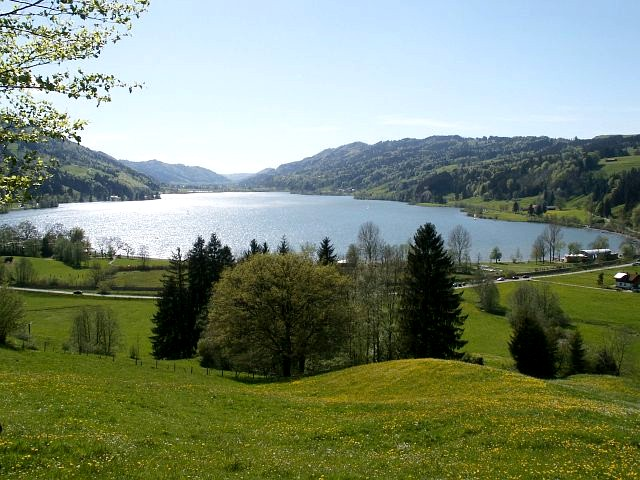
Der Große Alpsee ist einer der vielen alpinen Seen, die zwischen den beiden großen Seen Königssee und Bodensee liegen und an denen der Radweg vorbeikommt

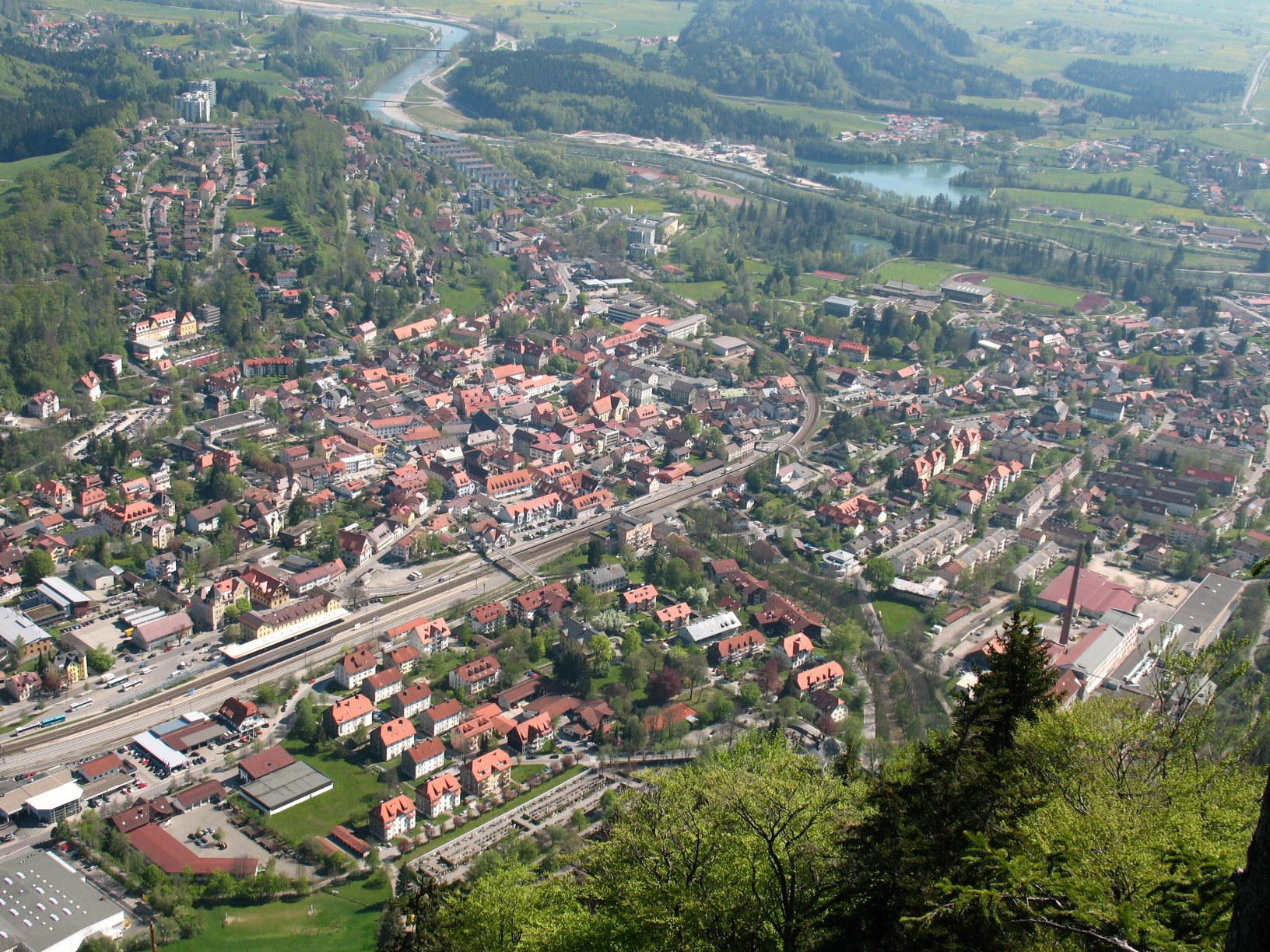
An der Iller ab Immenstadt verläuft der Bodensee-Königssee-Radweg zusammen mit dem Iller-Radweg bis Sonthofen. Die Einmündung am Fluss (obere Bildhälfte) ist für Bergwanderer gut vom Immenstädter Horn zu sehen

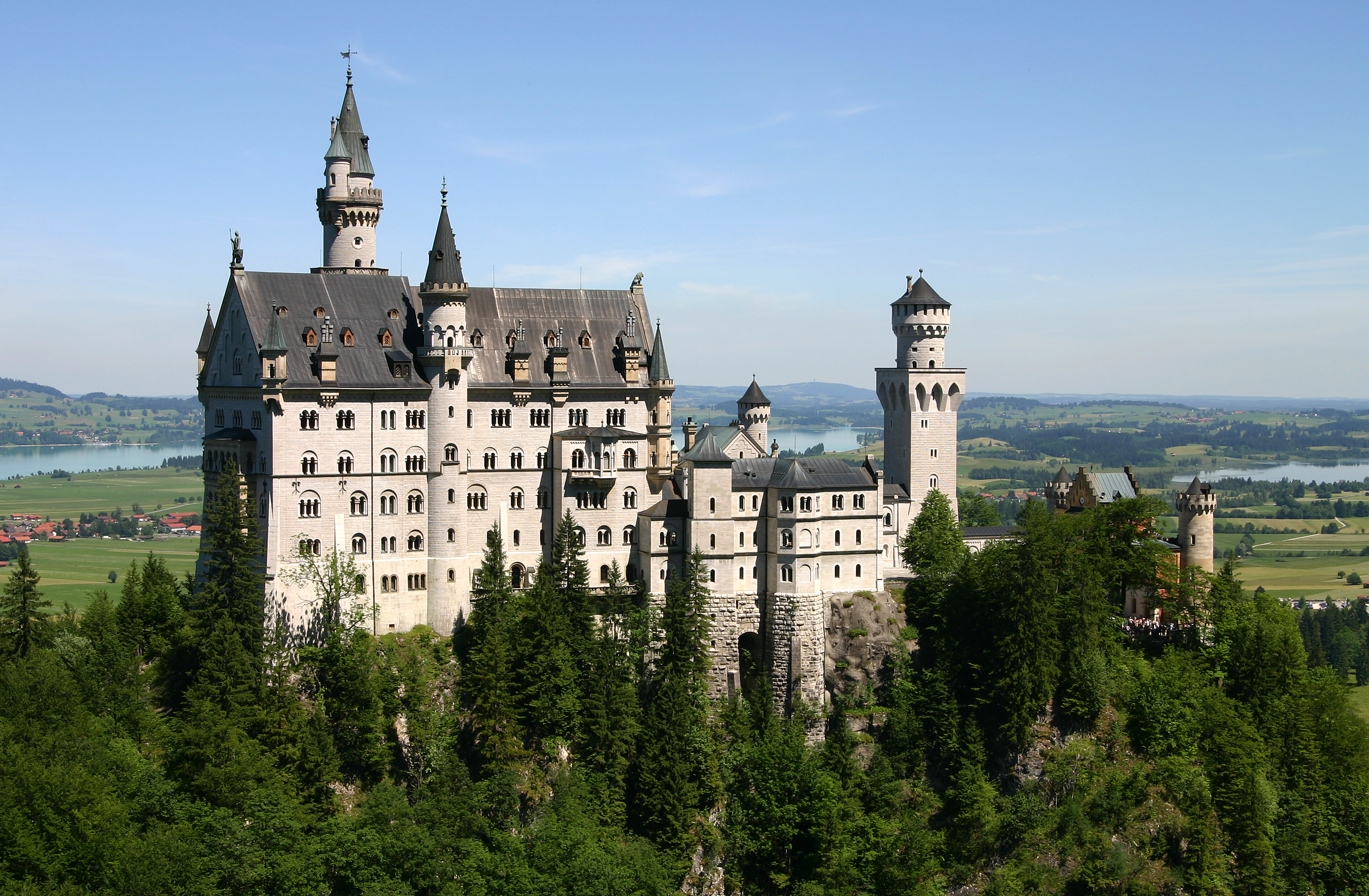
Schloss Neuschwanstein bei Füssen

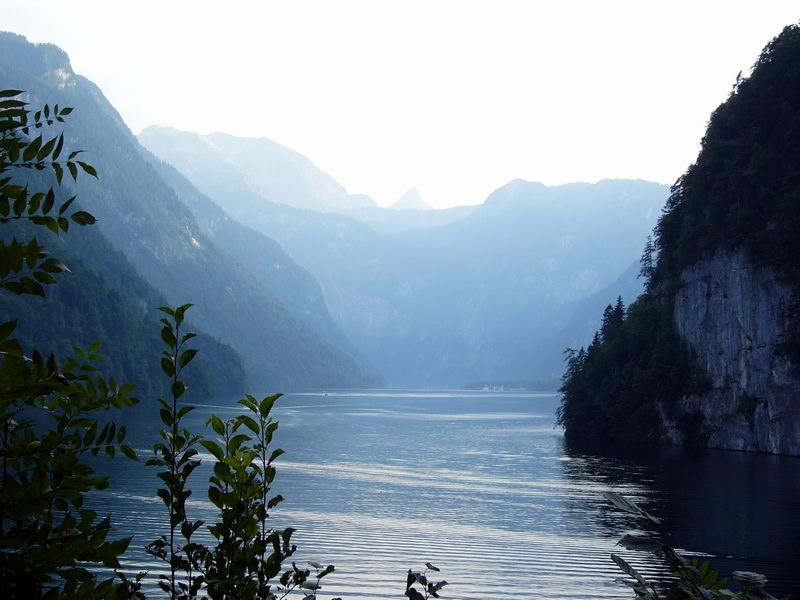
Königssee

Der Bodensee-Königssee-Radweg ist ein 455 Kilometer langer Radfernweg in Bayern.

## Verlauf
Der Bodensee-Königssee-Radweg führt vom Bodensee aus durch das gesamte deutsche Voralpenland zum Königssee.
In Lindau beginnend durchquert er zunächst das Allgäu, führt dann immer am Alpenrand entlang vorbei an vielen der bayerischen Seen und erreicht schließlich südlich von Berchtesgaden in Schönau den Königssee.

## Höhenprofil
Der Bodensee-Königssee-Radweg verläuft in einer Höhe zwischen 400 m und 1000 m und ist größtenteils recht hügelig.

## Wegequalität
Der Bodensee-Königssee-Radweg verläuft größtenteils auf asphaltierten Wirtschaftswegen und wenig befahrenen Straßen. Kurze Strecken sind unbefestigt und mit Rädern mit Gepäck mit Vorsicht zu befahren. Einige längere Abschnitte verlaufen direkt neben Bundesstraßen, so dass hier mit Lärmbelästigung zu rechnen ist. Der Radfernweg ist durchgehend in beide Richtungen beschildert. Seit 2020 gibt es ein neues Beschilderungs-Logo (dunkelblau mit weißer Schrift).

## Sehenswürdigkeiten und touristische Attraktionen

### Sehenswürdigkeiten
- Altstadt von Lindau
- die beiden Schlösser Neuschwanstein und Hohenschwangau bei Füssen
- Wieskirche UNESCO Welterbe
- Kunst und Kultur in Murnau
- Historischer Marktplatz Neubeuern
- Das Bankerldorf Aschau i. Chiemgau
- Salzbergwerk in Berchtesgaden

### Seen
Entlang des Radweges liegen auch viele Seen mit touristischem Wert:
- Bodensee
- Großer Alpsee
- Rottachsee
- Hopfensee
- Forggensee
- Alpsee
- Kochelsee
- Tegernsee
- Schliersee
- Chiemsee
- Höglwörther See
- Königssee

### Bildgalerie der Seen am Bodensee-Königssee-Radweg
Jeder der Seen hat eine eigene Charakteristik und Farbe.

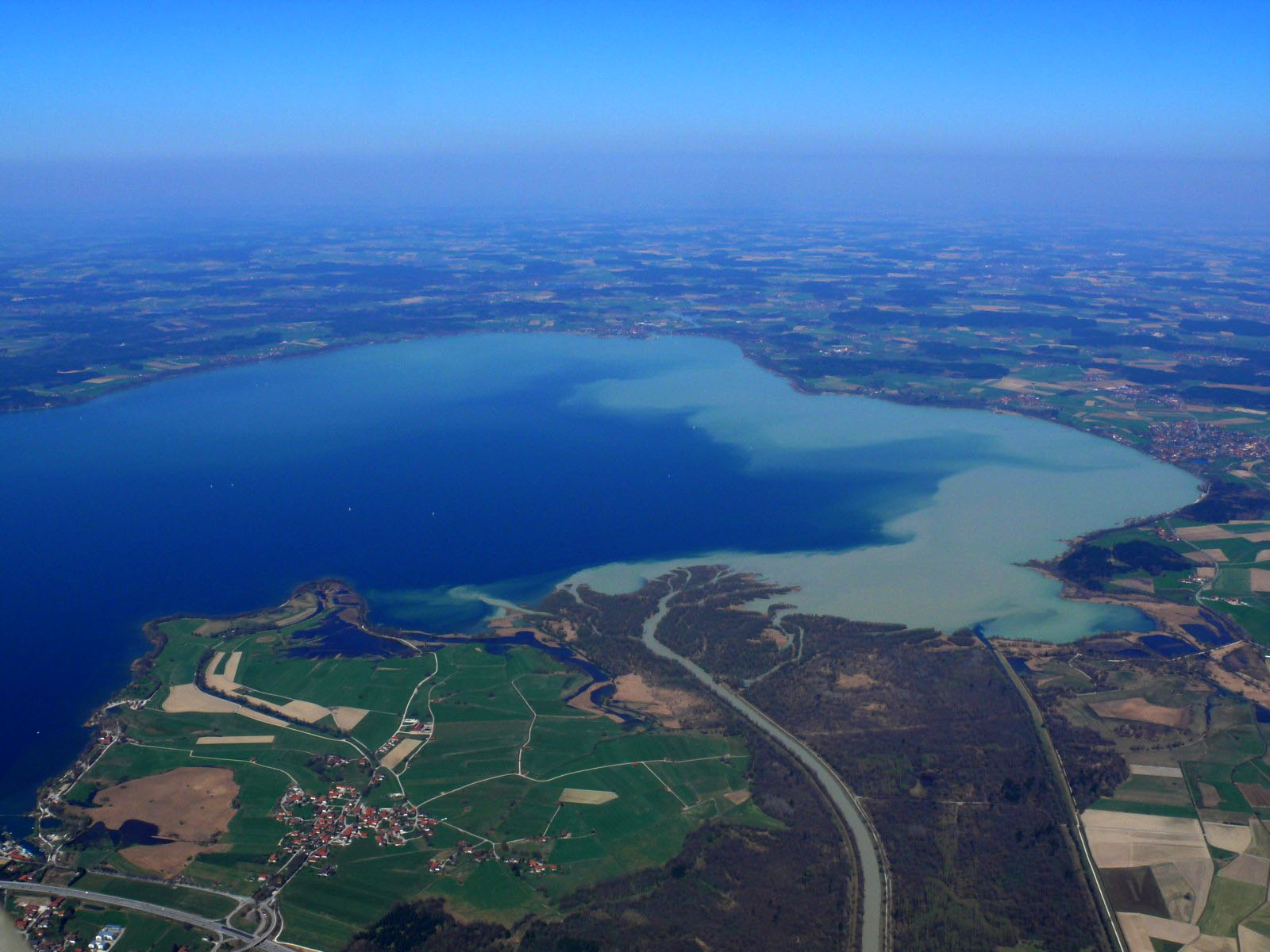
Chiemsee
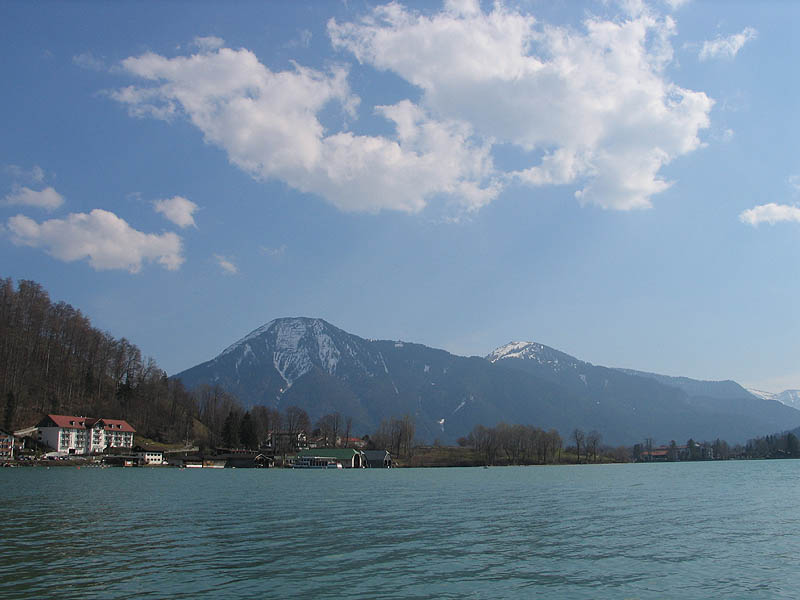
Tegernsee
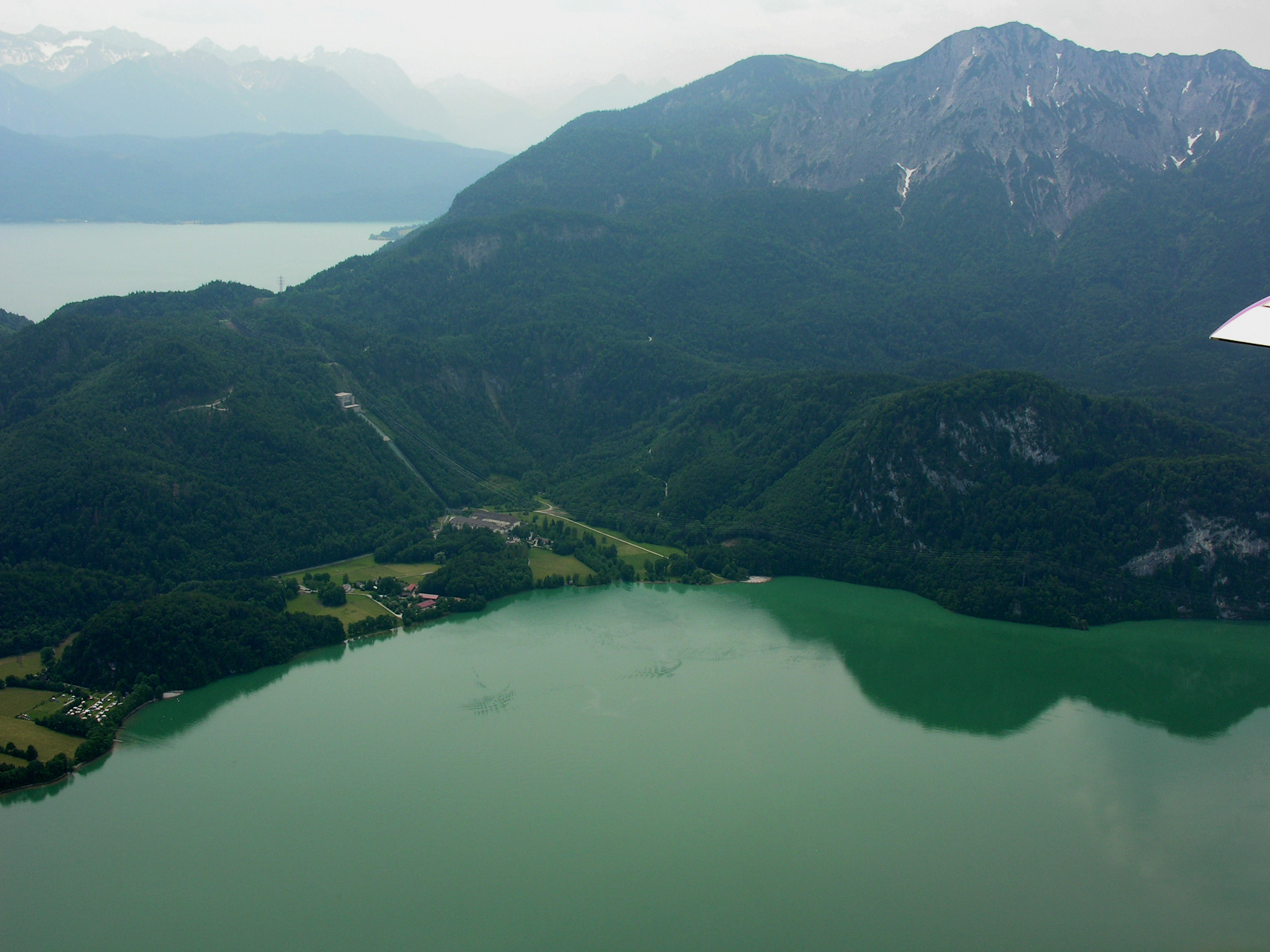
Kochelsee
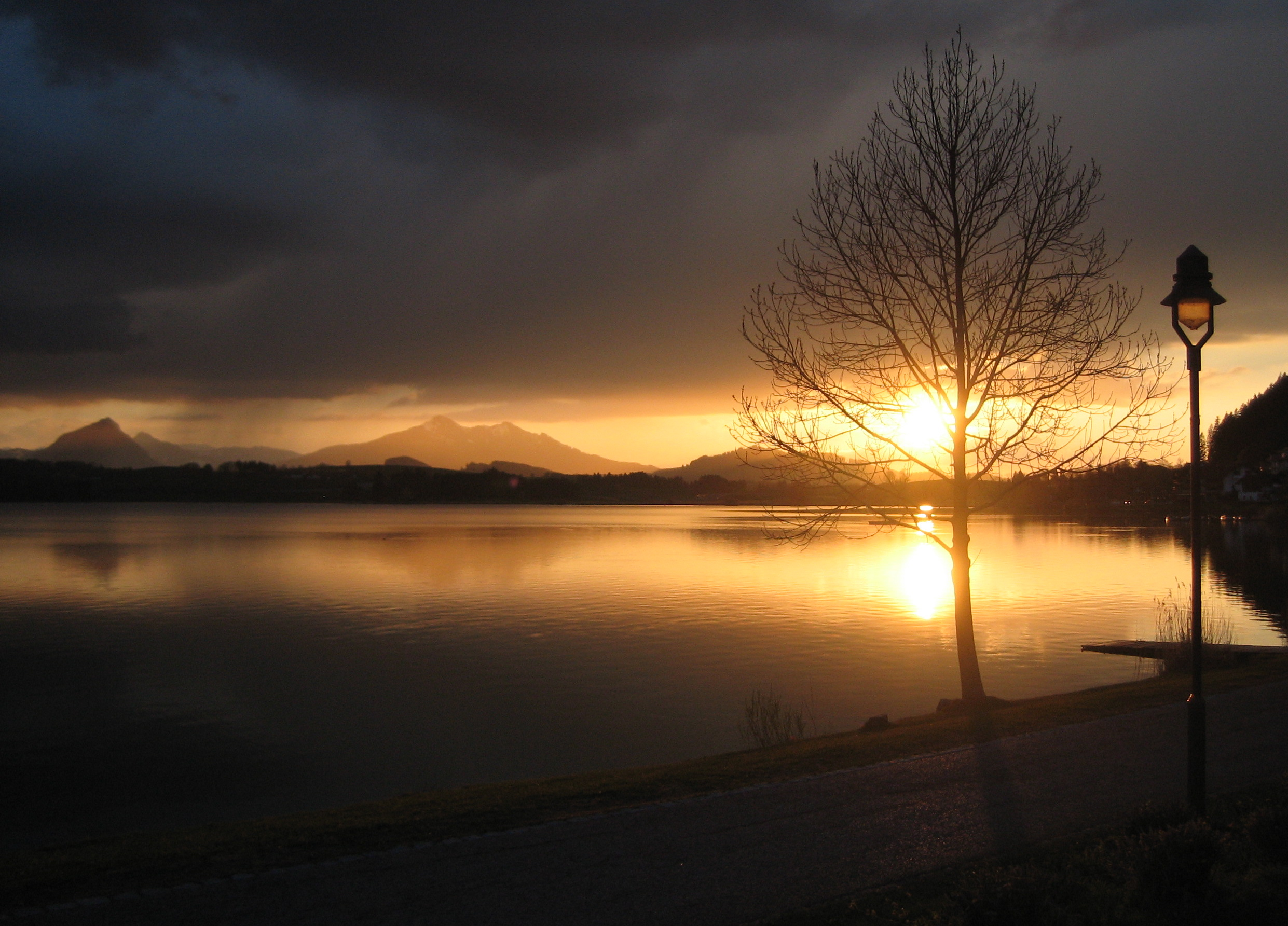
Hopfensee
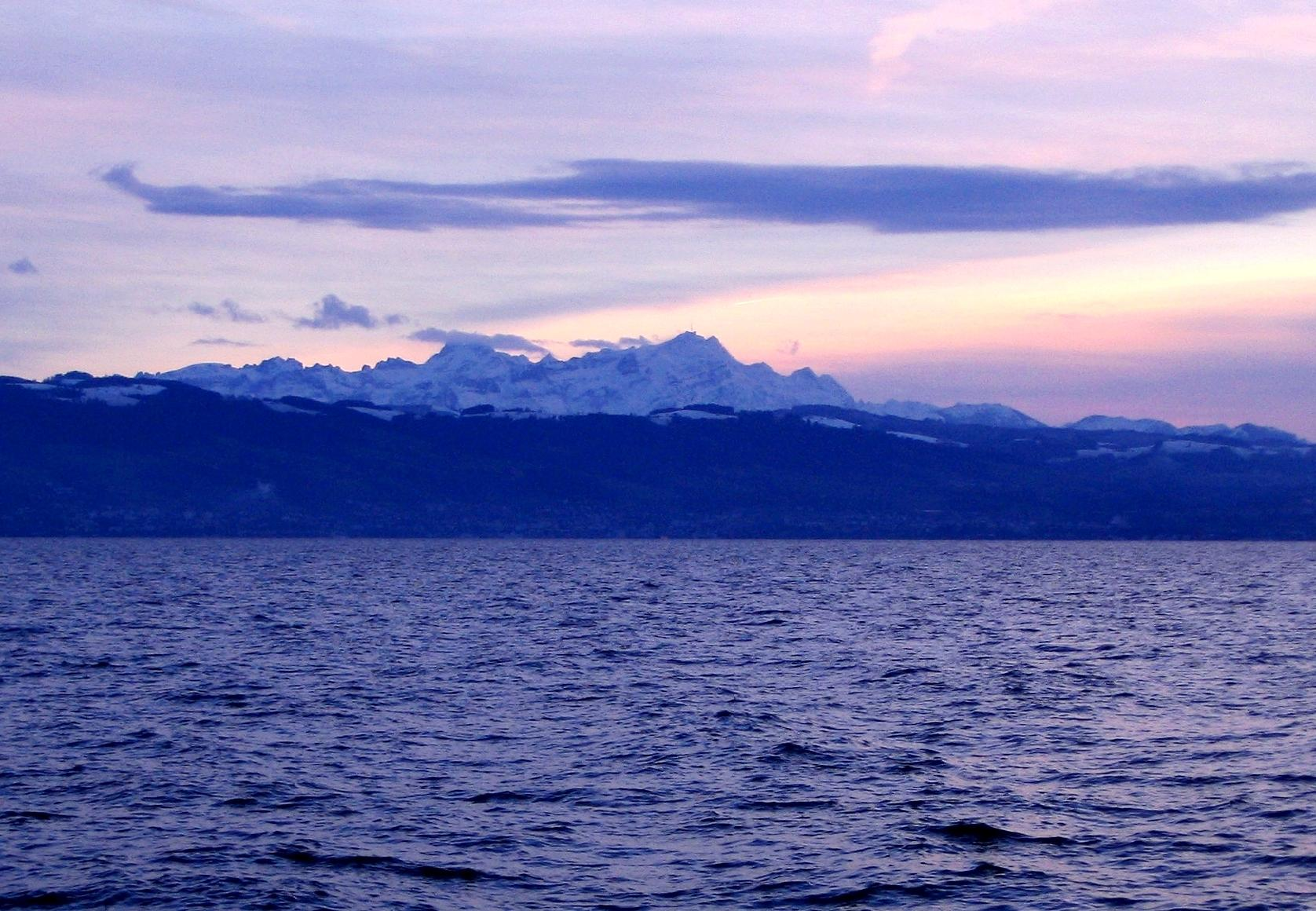
Bodensee mit Blick zum Säntis

## Anschlussmöglichkeiten
- Bodensee-Radweg in Lindau
- Iller-Radweg in Immenstadt im Allgäu am Großen Alpsee
- Via Claudia Augusta in Füssen
- Radfernweg Romantische Straße in Füssen
- Lechradweg in Füssen
- Isar-Radweg in Bad Tölz
- Inn-Radweg in Neubeuern
- Tauernradweg bei Bad Reichenhall bzw. Salzburg

## Karten
In den nachfolgenden Karten ist der Bodensee-Königssee-Radweg als solcher eingezeichnet und farblich hervorgehoben, meist mit den Abkürzungen BKR, BK oder auch BoKö.

### Vollständiger Verlauf
- Bayernnetz für Radler, Radnetzkarte im Maßstab 1:625.000 auf der Grundlage der Übersichtskarte Bayern 1:500.000, hrsg. vom Bayerischen Staatsministerium des Innern, Ministerium für Wirtschaft, Infrastruktur, Verkehr und Technologie, München 2005, ISBN 3-910088-95-3

### Für den westlichen Teil
- Radwanderkarte Maßstab 1:100.000, Blatt 54: Oberschwaben, Radwegegrundnetz und ergänzende Radwege, Landesvermessungsamt Baden-Württemberg, Stuttgart 2002, ISBN 3-89021-554-8
- Wanderkarte Maßstab 1:50.000, Blatt 24: Bodensee, Wanderkarte mit Radwanderwegen, Landesvermessungsamt Baden-Württemberg, Stuttgart, ISBN 3-89021-521-1
- Landesamt für Vermessung und Geoinformation Bayern, UK L 11, Lindau – Oberstaufen und Umgebung, Umgebungskarte Maßstab 1 : 50.000, Bayerische Vermessungsverwaltung, München, ISBN 3-86038-504-6
- ADFC-Regionalkarte, Radwanderkarte Bodensee, Maßstab 1:75.000, Bielefelder Verlag, Bielefeld, ISBN 978-3-87073-230-1

### Für den mittleren Teil
- ADFC-Regionalkarte, Radwanderkarte Allgäu, Maßstab 1:75.000, Memmingen, Kaufbeuren, Kempten, Bregenz, Bielefelder Verlag, Bielefeld, ISBN 978-3-87073-246-2
- Landesamt für Vermessung und Geoinformation Bayern, UK L 8, Allgäuer Alpen, Umgebungskarte Maßstab 1 : 50.000, Bayrische Vermessungsverwaltung, München, ISBN 3-86038-011-7
- Landesamt für Vermessung und Geoinformation Bayern, UK L 10, Füssen und Umgebung, Umgebungskarte Maßstab 1 : 50.000, Bayrische Vermessungsverwaltung, München, ISBN 3-86038-013-3
- Landesamt für Vermessung und Geoinformation Bayern, UK L 3, Pfaffenwinkel, Staffelsee und Umgebung, Umgebungskarte Maßstab 1 : 50.000, Bayerische Vermessungsverwaltung, München, ISBN 3-86038-483-X
- ADFC-Regionalkarte, Radwanderkarte Bayerische Seen, Maßstab 1:75.000, Bielefelder Verlag, Bielefeld, ISBN 978-3-87073-289-9
- ADFC-Regionalkarte, Radwanderkarte Münchner Alpenvorland, Maßstab 1:75.000, Bielefelder Verlag, Bielefeld, ISBN 978-3-87073-206-6
- Radwanderkarte Allgäu – mit Ausflugszielen, Einkehr- und Freizeittipps, Blatt 309, Maßstab 1:50.000, Verlag Publicpress, Geseke, ISBN 3-89920-111-6 (mit einer Kurzbeschreibung des Bodensee-Königssee-Radweges auf der Rückseite)

### Für den östlichen Teil
- ADFC-Regionalkarte, Radwanderkarte Chiemgau, Maßstab 1:75.000, Bielefelder Verlag, Bielefeld, ISBN 978-3-87073-155-7